# タモリ&安藤優子のSuperスーパーニュースSpecial
『タモリ&安藤優子のSuperスーパーニュースSpecial』（たもりあんどあんどうゆうこのすーぱーすーぱーにゅーすすぺしゃる）は、フジテレビ系列で2002年12月18日（第1弾）と2004年4月7日（第2弾）に生放送された『FNNスーパーニュース』の番外編スペシャルかつ司会を務めたタモリと安藤優子の冠番組。ステレオ放送、文字多重放送が実施された。

## 概要
平日夕方に生放送が行われていた大型報道番組『FNNスーパーニュース』の番外編である。平日版アンカーウーマンの安藤優子と『笑っていいとも!』担当のタモリの司会で過去に2回、生放送が行われた。
司会として出演したタモリは、第1弾放送時のオープニング部分で番組のタイトル名である「スーパースーパーニュースSP」と番組タイトル名に「クドイ、タイトルですね。」と答えていた。また、和田圭（フジテレビ解説委員）に対して「胸板が薄いという噂を聞いたのですが?」と問われた際、和田は「会社にこき使われたせいで今は細いですが、学生時代は体育会系だったんですよ」と自身の運動神経の良さを強調した。また、ニュースキャスターとしてその時に起こった報道・出来事の原稿をタモリが読んでいた。
放送内容としては、各レポーター陣が密着取材をしたVTR内容を見て出演者全員で議論・討論をする。なお当時通常の『FNNスーパーニュース』ではモノラル放送が実施されていたが、本番組だけ特別ステレオ放送が実施された。

## 放送日・時間
| 放送弾 | 放送日         | 放送曜日 | 放送時間（JST）        |
| ------ | -------------- | -------- | ---------------------- |
| 第1回  | 2002年12月18日 | 水曜日   | 19:00 - 20:54（114分） |
| 第2回  | 2004年4月7日   | 水曜日   | 19:00 - 20:54（114分） |

## 出演者
司会
- タモリ
- 安藤優子

コメンテーター
- 木村太郎

フィールドキャスター（ニュース兼スポーツキャスター）
- 須田哲夫（フジテレビアナウンサー）
- 石原良純（気象予報士）
- 舞の海
- 西山喜久恵（フジテレビアナウンサー、第1弾放送より：中継出演）
- 森下知哉（元フジテレビアナウンサーで、現在は報道局。第2弾放送より：中継出演）

報道センター
- 和田圭（フジテレビ解説委員、第2回放送より）

ナレーター
- 小林清志
- 大場真人
- 太田真一郎
- 吉田孝

## 放送内容
第1回「タモリ・安藤優子のスーパースーパーニュースSP 〜2002ニッポン迷走白書〜」
サブタイトル「迷走」
- 発見「恨み」の迷走　よみがえる呪いの儀式 - レポーター：石原良純
- 中高年万引き「罪悪感」の迷走 - レポーター：木村太郎
- 多重人格の主婦「心」の迷走 - レポーター：石原良純
- 毛皮デート商法「恋愛」の迷走 - レポーター：須田哲夫（フジテレビアナウンサー）
- 「汚ギャル」、「片付けられない女」「フ・ケ・ツ」の迷走 - レポーター：舞の海
- 高齢者刑務所「晩年」の迷走 - レポーター：須田哲夫（フジテレビアナウンサー）
- タモリの「迷走後記」 - 「片付けられない女」より冷蔵庫に8ヶ月置いた卵の中身

第2回「タモリ&安藤優子のSuperスーパーニュースSpecial」
サブタイトル「扉」
- 扉の向こうの「夢の城」こだわり新ホームレス - レポーター：石原良純
- 扉の向こうの「熱闘」塀の中のオリンピック - レポーター：安藤優子
- 扉の向こうの「愛の形」ドールに尽くす男達 - レポーター：舞の海
- タモリ体感 取材ドールとの5日間
  - タモリが『笑っていいとも!』の楽屋でドール（未玲ちゃん）と5日間過ごした。自動車での移動最中にも一緒にタモリが車椅子に乗せ運んだ。
  - 番組のエンディングにタモリと5日間過ごしたドール（未玲ちゃん）が再び登場した。
- 扉の向こうを「初告白」金正日総書記の「奇妙な宴」 - レポーター：西山喜久恵
- 扉の向こうの「嘆き」動物に愛された家 - レポーター：須田哲夫（フジテレビアナウンサー）、中継：森下知哉（元フジテレビアナウンサー）
- 扉の向こうの「絆」父と娘の再出発

## スタッフ
- ナレーター：小林清志、大場真人、太田真一郎、吉田孝
- 構成：下尾雅美、木村仁、吉野浩生
- TD/SW：大嶋徹、佐藤光雄
- CAM：高島洋雄、上村克志
- VE：小田島健秀
- AUD：仙田俊一、久馬邦一
- PA：姫野義和
- LD：さわだあつひろ
- バーチャル技術
  - SW：島田祐司
  - VE：若林洋子
- 美術制作：土肥義充
- デザイン：山本修身、深井誠之
- 美術進行：古賀飛、船場文雄、中村秀美
- 大道具：東山優治、葛西剛太、原卓也
- アートフレーム：石井智之
- 装飾：久保田善行、高田修司
- 衣装：星美恵子、大森茂雄
- メイク：佐藤恭子、松本吉枝
- 視覚効果：藤村修二
- 電飾：大木譲二、岸和幸
- アクリル装飾：日野直治、相田雄一
- マルチ：丸山明道（マルチバックス）
- タイトル：吉本憲三
- 編集：猿渡宏、森川友香、浅野暁子
- MA：中丸拓・村松勝弘（スタジオヴェルト）
- EED：居川貴実晃・安井純治・鈴木健一郎（スタジオヴェルト）
- 音響効果：谷川正幸（プロジェクト80）
- CG：新井清志、末吉寿美子、新山恵理
- OAグラフィック：西川寛、冨宇加歩、中村文威、富田剛、東直樹、熊添弘、稲田文徳（タイトルアート）
- CGタイトル：深川洋、増田英和、岩崎友宏（タイトルアート）
- 報道ワープロ：小野寺守、東直樹（タイトルアート）
- 情報スーパー：丸山将、恵喜成、板谷垣一、田近洋
- 広報：鞍馬充、小田多恵子
- 編成：荒井昭博、齋藤秋水、上野陽一、浜野貴敏
- TK：後藤広子、山田香織
- FD：相馬有香理、熊澤美麗、神谷祐輝、尾関健、松村耕平、宮崎鉄平
- フロア演出：高須賀裕樹
- AD：尾崎浩一、夏井佳奈子、長沢聡志、山下洋平、佐藤義之、白井奈津子、土方隆憲、芝原希代子、加藤健太郎
- 制作デスク：高橋悠子
- AP：勝川英子、渡邉奈都子
- ディレクター：印田弘幸、成田一樹、芦田優子、小林浩、佐藤孝樹、中村陽子、佐竹正任、島千秋、萩原康一朗、三井乙笑、田渕裕之、百々紀子、清水御冬、西田治彦、大川卓也、三村裕司、小原広嗣
- 制作協力：田辺エージェンシー、新潟総合テレビ、RYUHON、JIN-NET
- 衣装協力：創作屋、LONNER CO、FAIRFAX、BOSS
- 技術協力：共同テレビジョン、CIRCLE、FLT、東海テレビ
- 演出：石原康就
- 総合演出：石田英史
- プロデューサー：堤康一、渡辺和弘
- 制作：フジテレビ報道局
- 制作著作：フジテレビ